# Sakiko Ikeda
Sakiko Ikeda (池田 咲紀子, 8 de setembre de 1992) és una futbolista japonesa.

## Selecció del Japó
Va debutar amb la selecció del Japó el 2017. Va disputar 14 partits amb la selecció del Japó. Ha disputat Copa del Món de 2019.

## Estadístiques
| Selecció del Japó | Selecció del Japó | Selecció del Japó |
| Anys              | Partits           | Gols              |
| ----------------- | ----------------- | ----------------- |
| 2017              | 8                 | 0                 |
| 2018              | 6                 | 0                 |
| Total             | 14                | 0                 |